# Șamșud
Șamșud (węg. Szilágysámson) – wieś w Rumunii, w okręgu Sălaj, w gminie Șamșud. W 2011 roku liczyła 1107 mieszkańców.